# Peter Munck af Rosenschöld
Peter Samuel Munck af Rosenschöld, född 20 november 1804, död 1 januari 1860, var en svensk fysiker och musiker.

## Biografi
Peter Samuel Munck var son till lagmannen Johan Munck, vilken, jämte sina syskon, 1799 adlades Munck af Rosenschöld, och Rebecka Lemchen samt dotterson till professor Samuel Lemchen. Han studerade vid Lunds universitet och disputerade första gången 1823 i rättsfilosofi om kungabegreppet för Lorentz Fredrik Westman med De notione rei per se, ejusque ad notionem phænomeni ratione. Han blev 1826 filosofie magister för avhandlingen i estetik Om det första försök till en teori om de sköna konsterna som han lade fram för Anders Lidbeck.
1829 blev han docent i fysik vid universitetet, och 1832 adjunkt. Ett verk i det ämnet utgavs 1837, Försök att reducera frictionselektricitetens fenomener till bestämda lagar. Han medverkade också med nio avhandlingar i Annalen der Physik som utgavs av Johann Christian Poggendorff (Poggendorffs Annalen). 1835 utkom en artikel av Munck af Rosenschöld där, Versuche über die Fähigkeit starrer Körper zur Leitung der Elektrizität. I denna avhandling rapporterade han sin observation att resistansen i ett pulver av ledande material sjunker drastiskt av högspänningsurladdningar, och deltog därmed till uppfinningen av kohären och till annan trådlös telegrafi och radio. I detta återupptäctes han 1890 av Edouard Branly som hade nytta av upptäckten när han konstruerade kohären. 
En av Munck af Rosenschölds avhandlingar i Puggendorffs Annalen föranledde 1836 ett gräl mellan honom och Jacob Berzelius. Grälet har tolkats som orsak till att varken Munck af Rosenschöld eller någon av hans lärjungar fick en professur i kemi, trots att de lämnade in ansökningar. De uppfördes inte ens på förslag.
Munck var såsom en man av romantiken intresserad av de grundläggande strukturerna i musiken, och skrev Försök att grundlägga ett nytt tonsystem år 1847 för Vetenskapsakademien. Avhandlingen var ett försök att bilda en oktav med 19 tangenter i stället för tolv. År 1850 invaldes han i Musikaliska akademien.
Han avled ogift på Toppeladugård i Skåne under en visit där.